# Rammebeplantning
Rammebeplantning har til formål at danne ramme om et areal for at forhindre indkig og afgrænse arealet. En rammebeplantning kan også fungere som læhegn, hvilket kræver robuste og tætte planter, buske eller træer. 